# Ectophasia agrestis
Ectophasia agrestis là một loài ruồi trong họ Tachinidae.